# 緑色のベレー帽
緑色のベレー帽（みどりいろのベレーぼう、Green beret）は、軍隊の制帽として広く採用されている。第二次世界大戦中、イギリス軍の特殊部隊ブリティッシュ・コマンドスが制帽として採用したのが起源とされる。現在のイギリス軍でも、コマンド課程(Commando Course)を修了したイギリス海兵隊の将兵と全軍コマンド課程(All Arms Commando Course)を修了し海兵隊の任務に参加した陸海空軍の兵士に着用が認められている。
第二次世界大戦後、ブリティッシュ・コマンドスは解散したが、その伝統は様々な形で世界各国の特殊部隊に引き継がれた。フランスにおける海軍コマンド、オランダにおける陸軍コマンド(KCT)、そしてアメリカにおける陸軍特殊部隊群などはいずれもブリティッシュ・コマンドス直系の特殊部隊で、現在でも制帽として緑色のベレー帽を採用している。今日、単に「グリーンベレー」(Green berets)といった場合、アメリカ陸軍特殊部隊群を指す事が多い。

## 起源
当初、ブリティッシュ・コマンドス隊員は各原隊からの出向という身分で扱われており、帽章および制帽は原隊たる連隊のものをそのまま使用した。1941年、第1コマンド部隊では79種類もの帽章および制帽が使用されていたという。元コマンドス隊員のドレイク・オークレイは次のように語っている。

雑多な帽子のコレクション、すなわちタム・オシャンター帽、ボンネット帽、旧型官帽(forage cap)、舟型帽、ベレー帽、新型官帽など……が、コマンドスのパレードに現れた。これはつまり、連隊付先任軍曹(RSM)の悪夢の具現化であった。

第2コマンド部隊と第9コマンド部隊でも同じ問題に直面し、タム・オシャンター帽での統一を図った。しかし、タム・オシャンターはスコットランドの伝統的な民族衣装の1つであり、イギリス各地から志願者が集うコマンドスの象徴としては不適当と考えられた。いくつかの議論を経て、第1コマンド部隊が使用していたベレー帽がコマンドス全部隊の制帽として採用された。ベレー帽は第一次世界大戦以来、戦車連隊が制帽として使用しており、また落下傘連隊でも採用されていた。ベレー帽は特定の地域との関連性もなく、被りやすく、また着用しない時にも簡単に畳んで片付ける事が容易であった。
次に制帽たるベレー帽の色の検討が始まった。色はリッチモンド・ヘラルド紋章院で考案された第1コマンド部隊の部隊章（黄色の背景、赤い炎、緑色のサラマンダー）に用いられていた緑、黄、赤のいずれかから選ぶ事となり、最終的に緑が最適であろうと結論づけられた。これを受けてスコットランドのタム・オシャンター帽製造大手アーヴィン社(Irvine)がベレー帽のデザインおよび製造を開始した。
その後、ロバート・レイコック准将は第1コマンド部隊に対して最初に緑色のベレー帽を着用するように提案し、部隊でもこれを歓迎した。そして陸軍大臣(Secretary of State for War)により緑色のベレー帽がコマンドスの制帽として正式に認可され、1942年10月には海兵隊向けにベレー帽の支給が行われた。

## オーストラリア
オーストラリア陸軍コマンド部隊のベレー帽はその色から「シャーウッド・グリーン」(Sherwood Green)と呼ばれている。帽章は黒い背景に金色のダガーと部隊のモットーである「Strike Swiftly」（速やかに一撃せよ）の文字が描かれている。緑色のベレー帽は、以下の連隊でコマンドー隊員としての資格を得た兵士にのみ与えられる。
- 第1コマンド連隊（英語版）
- 第2コマンド連隊（英語版） - 旧オーストラリア連隊（英語版）第4大隊（英語版）。

## ベルギー
ベルギーの第2コマンド大隊では、ブリティッシュ・コマンドスのベルギー人部隊であった第10「国際」コマンド部隊第4小隊の伝統を受け継ぎ、緑色のベレー帽を制帽として採用している。また、第3落下傘大隊隊員のうち、第2コマンド大隊でコマンド課程を含む訓練を修了したものに対しては、通常のマルーン色のベレー帽ではなく緑色のベレー帽が与えられる。

## フランス

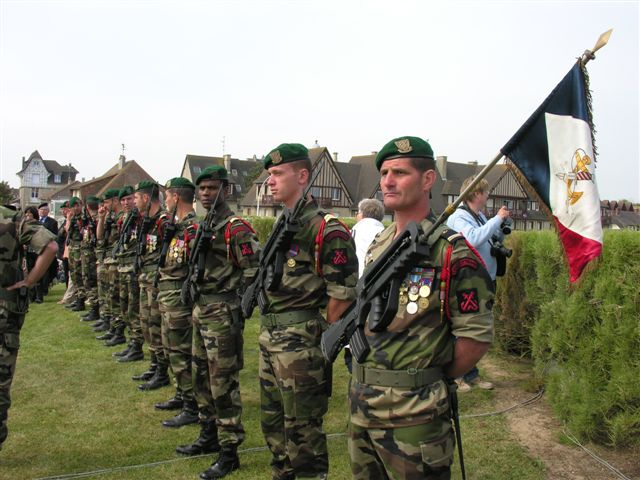
海軍コマンドの隊員

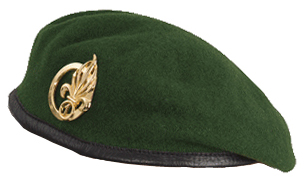
第1外人連隊の徽章を付けたベレー帽

フランス海軍が有する海軍コマンドでも、緑色のベレー帽が採用されている。この部隊は第二次世界大戦中にイギリス本土で結成され、ブリティッシュ・コマンドスと同様の緑色のベレー帽を制帽として採用した。彼らは当時から「ベレー・ヴェール」（フランス語: bérets verts）、すなわち「緑のベレー」と呼ばれていた。着用の際には、イギリス軍と同じく向かって左側を垂らして、徽章を付けた右側を立てる。
また、フランス外人部隊も、WW2後から同じく緑色のベレー帽（Béret vert (Légion étrangère)）を採用した。形状はフランス軍一般と同じく、向かって右側を垂らして左側を立てるもので、イギリス軍や海軍コマンドとは逆向きとなっている。

## オランダ
コマンド軍団(KCT)はオランダ陸軍が有する特殊部隊で、モットーは「今しかない」（ラテン語: Nunc aut Nunquam）である。KCTの前身は第二次世界大戦中の1942年3月22日に最初のオランダ人特殊部隊として結成された第10「国際」コマンド部隊所属の第2（オランダ）小隊である。現在でもKCTは3月22日を結成記念日としている。
オランダ海兵隊のうちコマンド課程を修了したものに対しても緑色のベレー帽が与えられるが、帽章は赤い背景に金色の錨が描かれたものである。

## アイルランド
アイルランド国防軍の陸軍レンジャー団(Army Ranger Wing, ARW)では、6ヶ月間の特殊部隊訓練課程を修了した隊員に対して緑色のベレー帽を支給している。ARWは歴史的にアメリカ軍の特殊部隊と密接な関係があるほか、イギリス軍の影響も受けている。

## ロシア連邦

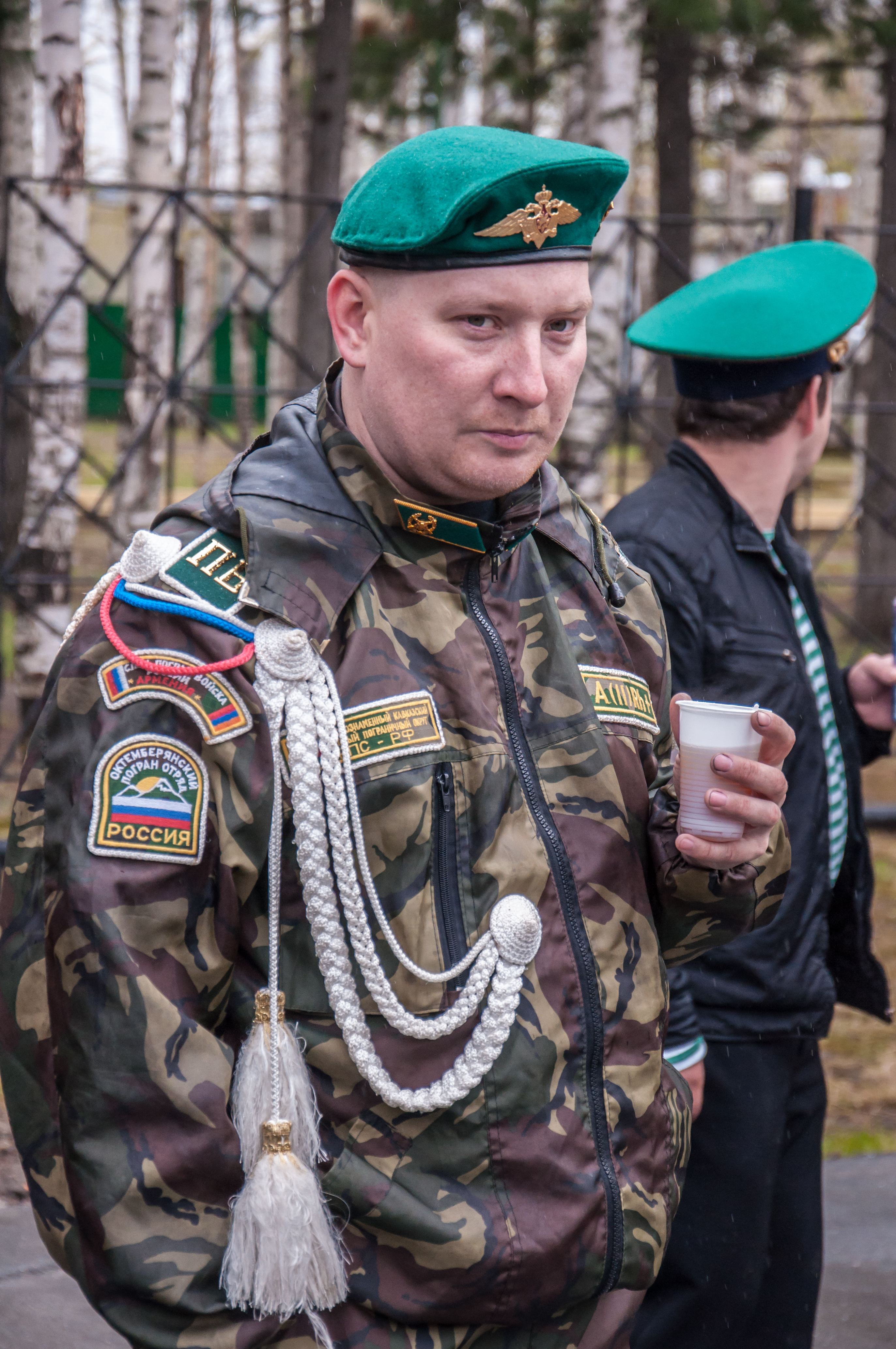
ベレー帽を着用したロシア国境軍兵士。2014年の5月28日（ロシア国境軍記念日）に撮影。

ロシア連邦では、連邦保安庁傘下の準軍事組織であるロシア国境軍が緑色のベレー帽を採用している。

## ウクライナ

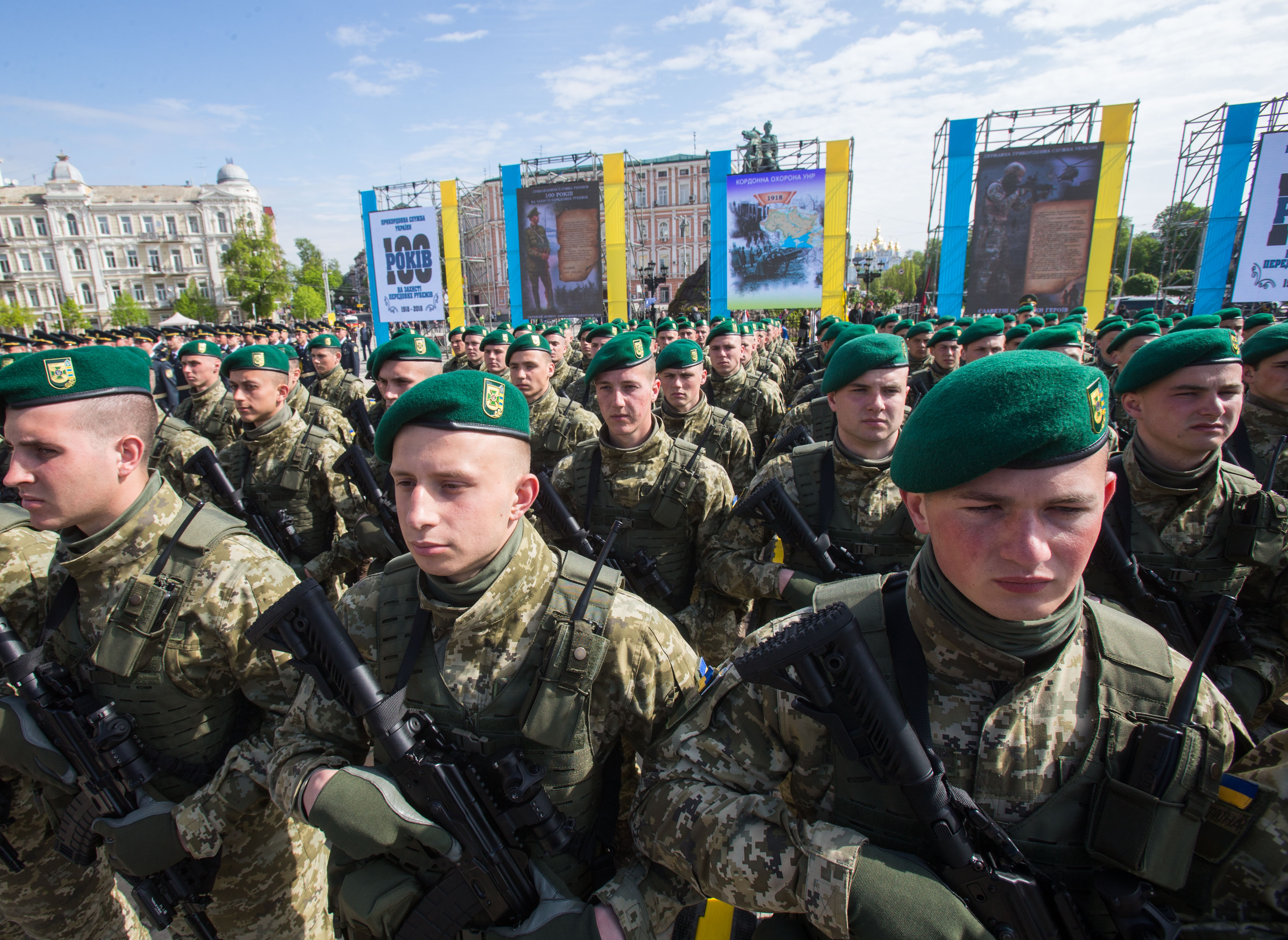
ウクライナ国境警備隊隊員。2018年の国家国境庁記念日に撮影。ベレー帽の色はロシア国境軍と同じく緑色だが、帽章はイギリス式に左側にずらして被っている（ロシア式のベレー帽は帽章は正面に着ける）。

ウクライナでは、内務省傘下の準軍事組織であるウクライナ国家国境庁（国境警備隊）が緑色のベレー帽を着用する。
このベレー帽の色は、ウクライナ国家国境庁（やロシア国境軍なども含む）の前身である、ソビエト連邦国家保安委員会傘下のソビエト連邦国境軍から受け継がれたものである。
2014年のウクライナ紛争勃発に伴い軍装その他の脱ソビエト化が進んでいる現状でも、国家国境庁のベレー帽の色はソ連時代から変化が無いが、帽章はソ連式の正面から、イギリス式に（着用者から見て）左側にずらして被るように変わっている（代表例として、海軍歩兵のベレー帽は黒色からシアン色へ、空中機動軍のベレー帽は空色からマルーン色へ変更されている）。

## イギリス

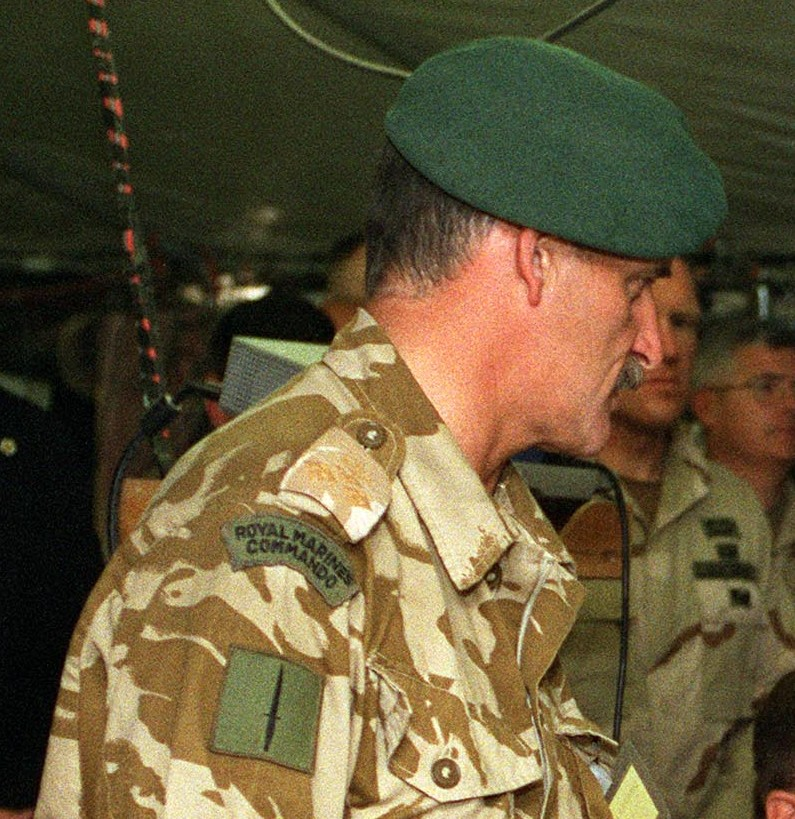
英海兵隊員（2002年撮影）

第二次世界大戦後のイギリスでは、イギリス海兵隊のうちコマンド課程(Commando Course)を修了した隊員が緑色のベレー帽を着用する。また、陸海空軍のうち、第3コマンドー旅団に志願して全軍コマンド課程を修了した将兵にも着用が認められる。コマンド課程修了者たる海兵隊員は常に緑色のベレー帽を着用し、地球と月桂樹を象った金色の帽章を取り付けるが、陸海軍の全軍コマンド課程修了者はコマンド旅団への参加時か特別な許可を得た場合を除き、原隊の帽章を着用する。
また、コマンド課程修了者にはフェアバーン・サイクス戦闘ナイフを象ったコマンド隊員記章が与えられ、制服の袖に常に着用することとされている。

## アメリカ

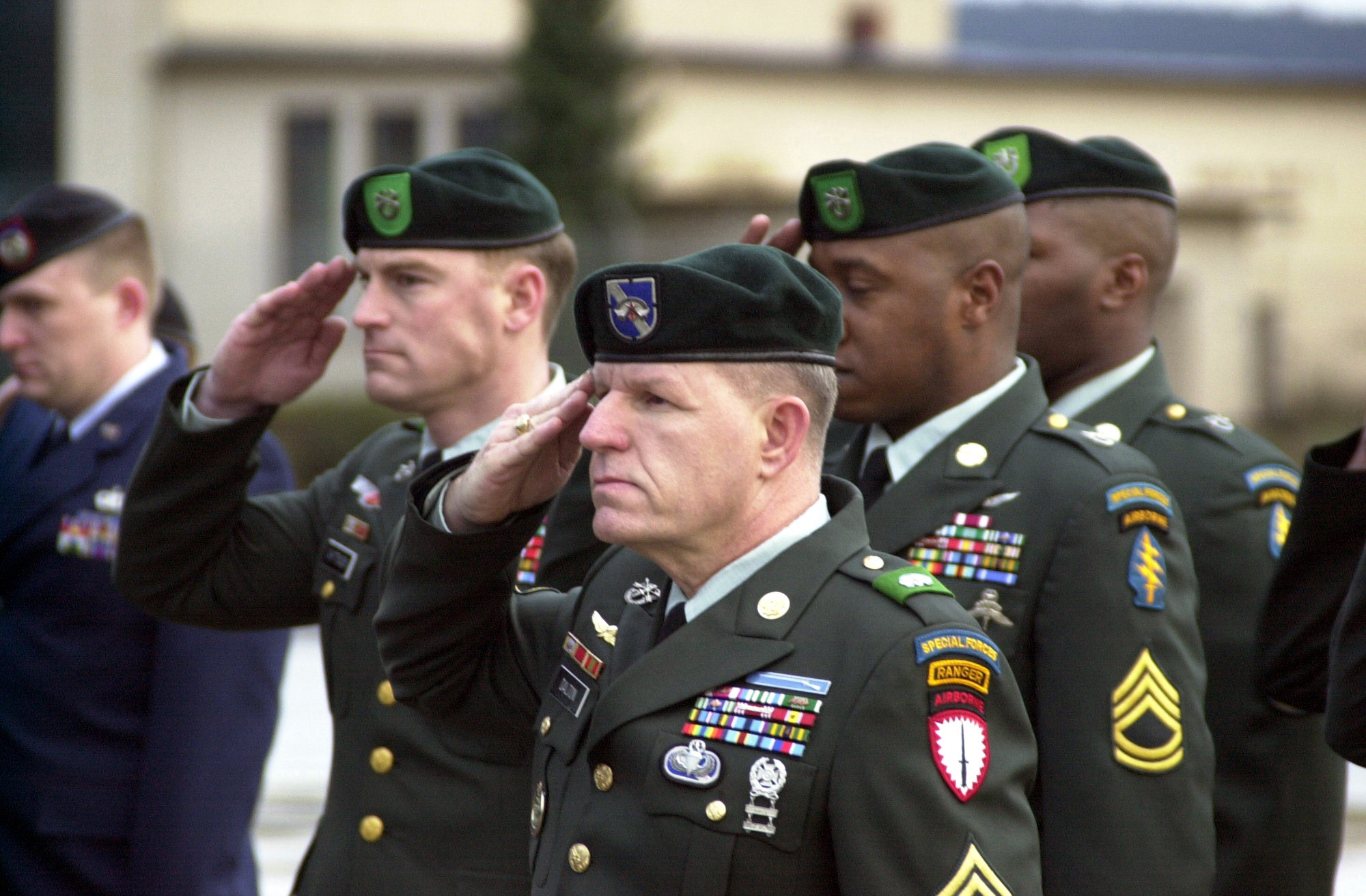
米陸軍特殊部隊群の隊員

アメリカ軍では、特殊部隊タブの獲得と共に緑色のベレー帽が支給され、共に特殊部隊員たる地位を証明するものとされる。また、このベレー帽の制式名称は陸軍#297ライフルグリーン色ウール製男性用ベレー帽（beret, man's, wool, rifle green, army shade 297）である。
アメリカ陸軍特殊部隊群もまた、ブリティッシュ・コマンドスの伝統を受け継ぐ形で緑色のベレー帽を制帽に採用した組織の1つである。1942年夏、北アイルランドにおいて米陸軍レンジャー部隊最初の部隊として、「ダービーズ・レンジャーズ」(Darby's Rangers)の通称で知られる第1レンジャー大隊が編成された。レンジャー隊員らはスコットランドのアクナキャリー城に設置されたコマンドス訓練施設での訓練を完了していた為、コマンドスの制帽たる緑色のベレー帽を着用する権利が与えられていたものの、このベレー帽が米陸軍の制服として採用されていなかったこともあり、着用は禁止されていた。
1952年、第10特殊部隊グループが設置された。この部隊には第二次世界大戦を生き延びた将兵が多数所属していた。彼らは訓練中からコマンドスの緑色のベレー帽を始めとして、赤色や黒色など様々な色のベレー帽を着用するようになった。1953年9月、第10特殊部隊グループは駐屯地をドイツのバート・テルツに移し、フォート・ブラッグに残った中堅将校らによって新たに第77特殊部隊グループが設置された。第77特殊部隊グループでは新たな制帽の選定にあたって彼らが所有する雑多なベレー帽の整理を行い、最終的にコマンドスが使用したロバット・グリーンと呼ばれるものではなく、ミゲル・デ・ラ・ペーニャ大尉が所有していた英陸軍のライフル連隊で使用されていたライフル・グリーンと呼ばれるパターンのベレー帽が選ばれた。これを元にフランク・ダラス大尉が新しいベレー帽の設計を行い、少数が特殊部隊員向けに製造された。
この新しい制帽は、1955年6月12日にフォート・ブラッグで行われた第18空挺軍団元司令官ジョセフ・P・クリーランド中将(Joseph P. Cleland)の退役記念式典で初めて着用された。これを見た観客らは、彼らをNATO代表として派遣された外国人将校団と勘違いしたという。
1956年、当時のフォート・ブラック司令官ポール・アダムス将軍が特殊部隊員に対してベレー帽の着用を禁止する命令を発したが、以後も海外勤務の折には非公式に着用されることも多かった。1961年9月、陸軍省通達第578636号(Department of the Army Message 578636)により、緑色のベレー帽は正式に陸軍特殊部隊員の制帽として採用された。
1961年10月12日、ジョン・F・ケネディ大統領がフォート・ブラックを訪問した時、彼はウイリアム・ヤーボロー准将に対して将兵らの着用している緑色のベレー帽についていくつか質問した。数日後、ケネディは「いずれ緑色のベレー帽が特殊部隊を識別する象徴となろう」と記した覚書を送っている。そしてベトナム戦争が始まると、緑色のベレー帽はそれを着用した特殊部隊員と共に精強なる米陸軍の象徴として知られていくこととなる。1962年4月11日、ホワイトハウスより陸軍側へ送られた覚書の中で、ケネディは「グリーン・ベレーは優秀さの象徴であり、勇敢を示す記章であり、自由のための戦いを示す識別章である」と述べた。かつてヤーボローやエドソン・ラフが緑色のベレー帽の採用を要求した際、国防総省はこれを却下していたものの、この覚書を通じて大統領による要求が行われるとすぐさま認可された。
現在、アメリカ陸軍特殊部隊群は「グリーン・ベレー」の愛称で広く知られている。